# Кобем, Маргарет, 4-я баронесса Кобем из Стерборо
Маргарет де Кобем (англ. Margaret de Cobham; умерла между 20 ноября 1466 и 26 апреля 1471) — английская аристократка, 4-я баронесса Кобем из Стерборо  в своём праве (suo jure) с 1446 года. Единственный ребёнок сэра Реджинальда де Кобема и Томасины Чидеок, внучка 3-го барона Кобема из Стерборо. Её отец умер рано, так что Маргарет унаследовала от деда семейные владения (главным образом в Кенте) и права на баронский титул. До февраля 1442 года она стала женой Ральфа Невилла, 2-го графа Уэстморленда. В этом браке родилась только дочь Маргарет, умершая ещё ребёнком. Поэтому после смерти баронессы её титул унаследовал дядя по отцу, Томас де Кобем.